# Desert Diner
Desert Diner (с англ. — «Забегаловка в пустыне») — компьютерная игра, постапокалиптический шутер от первого лица, разработанный шведской компанией Tarsier Studios и предположительно находящийся в разработке либо отменённый (по другим источникам — изданный 1 января 2009 года). «Desert Diner» — техно-демо-игра, он разработан при поддержке компании Ageia как технологическая демонстрация и призван демонстрировать физический движок «Ageia PhysX» и физический процессор «Ageia PhysX PPU». «Desert Diner» использует игровой движок «Reality Engine» разработки Artificial Studios.

## Описание
«Desert Diner» является классическим шутером от первого лица и содержит лишь один уровень. Действия единственного уровня игры происходит в недалёком апокалиптическом будущем, в мексиканской пустыне около небольшого городка, в котором присутствует придорожная закусочная и стоянка грузовиков.
Как и в техно-демо-играх из серии «CellFactor», на уровне «Desert Diner» присутствует огромное количество объектов, с которыми игроки могут взаимодействовать физическим образом: перемещать и разрушать их. В игре присутствуют такие физические объекты, как твёрдые тела, ткань, физика Ragdoll и другие.
«Desert Diner» разработана как модификация к шутеру от первого лица «CellFactor: Revolution», который на момент начала разработки «Desert Diner» сам находился в разработке. Поэтому технологически «Desert Diner» очень близок к «CellFactor: Revolution», он демонстрирует одинаковые технологии и использует один и тот же движок — «Reality Engine». Примечательно, что другая игра, разрабатываемая Tarsier Studios — «The City of Metronome», — также использует «Reality Engine».

## История разработки
В начале апреля 2006 года Tarsier Studios заключила соглашение с Ageia, согласно которому должна была разработать «Desert Diner» как технологическую демонстрацию продуктов Ageia, а именно физического движка «Ageia PhysX», вычисления которого перенаправляются на физический процессор «Ageia PhysX PPU».
18 декабря 2006 года «Desert Diner» был официально анонсирован компанией Tarsier Studios. В анонсе было сказано о нацеленности данной игры, технологических особенностях, о базовых геймплейных особенностях и сеттинге.
8 мая 2007 года Tarsier Studios объявила об остановке разработки своей игры «The City of Metronome». Причиной было названо то, что все ресурсы компании направлены на разработку «Desert Diner». Однако 4 декабря 2007 года было объявлено о продолжении работ над «The City of Metronome».
О выходе игры никаких конкретных сведений о выходе нет. Неизвестна форма распространения игры, отсутствуют какие-либо рецензии в прессе, нет никаких конкретных данных о том, что игра действительно вышла. На некоторых сайтах, например, Absolute Games, статус игры помечен как «В разработке». В то же время сеть игровых сайтов компании IGN Entertainment (IGN.com, GameSpy, GameStats) утверждает, что выход игры состоялся 1 января 2009 года. Однако никаких подтверждений этому нет.